# منهول

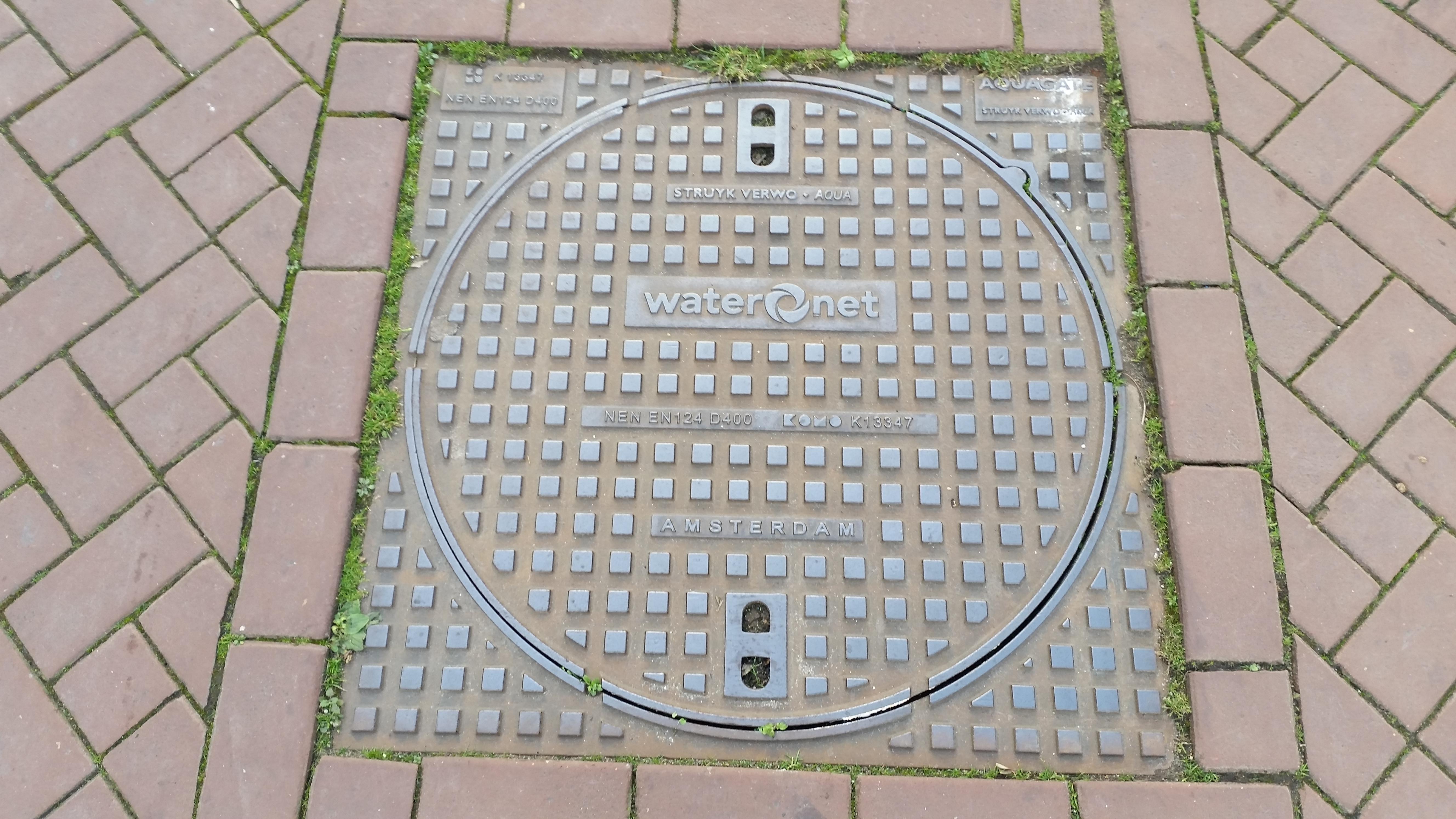
یک درب دریچه منهول در آمستردام، هلند.

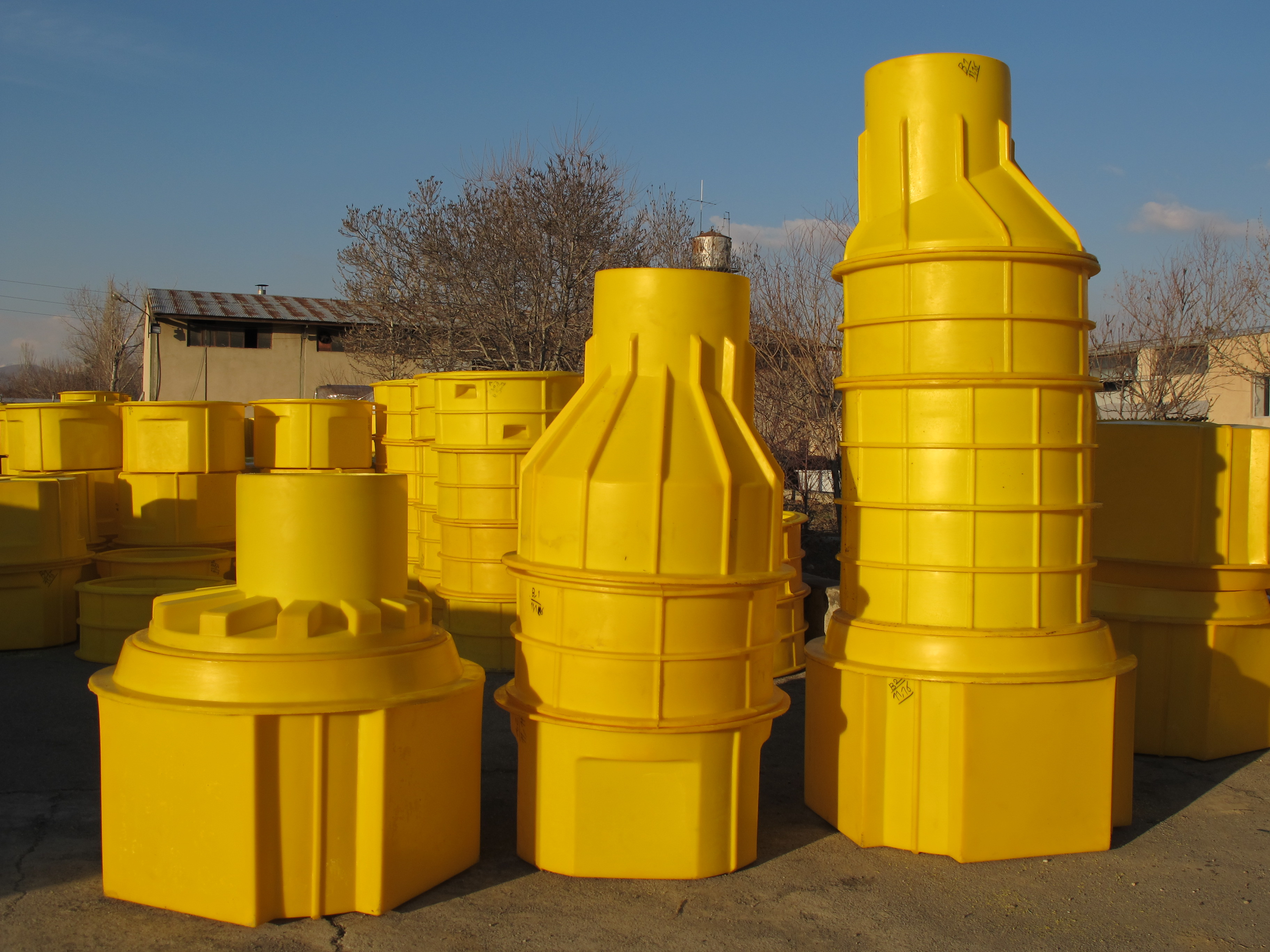
منهول‌های پلی اتیلن پیش ساخته

منهول (به انگلیسی: Manhole)، آدم‌رو یا چاهک بازدید یک نوع از اتصالات است که برای متصل کردن چند شبکه و خط راه رو به هم مورد استفاده قرار می‌گیرد. به عنوان مثال در سیستم فاضلاب برای آنکه چندین خط لوله فاضلاب را به یکدیگر متصل کنند و به یک مسیر هدایت نمایند از منهول استفاده می‌شود یا در سیستم‌های مخابراتی برای دسترسی به مسیرهای کابل‌ها در زیر زمین استفاده می‌شود.
البته همگی در سطح شهر به انواع منهول برخوردیم، دریچه‌هایی که در سطح زمین موجود است و برای کاربری‌های مختلفی استفاده می‌شود (آب و فاضلاب، تلفن، برق و…) و منهول در واقع برای دسترسی آسان انسان به داخل کانال است و در آن‌ها را با درپوش می‌پوشانند.
منهول‌ها را از جنس بتن، آجر، پلی اتیلن، پلاستیک ،مواد کامپوزیتی و بتن پلیمری می‌سازند که بنا به کاربری متفاوت خواهد بود و همچنین درپوش‌های آن‌ها نیز از جنس پلی اتیلن، فولاد، چدن ،کامپوزیت و بتن پلیمری است.

## انواع منهول‌های پلی اتیلنی
منهول پلی اتیلن یا آدمرو (منهول پلی اتیلن) گودالی است که تأسیسات زیر زمینی (مثل شبکه‌های فاضلاب، کابلهای مخابراتی و سیستم‌های فاضلاب صنعتی و فاضلاب خانگی و…) را به سطح زمین متصل می‌کند و توسط آن امکان دسترسی به این تأسیسات جهت هرگونه عملیات میسر می‌شود. این گودال باید به اندازه کافی بزرگ باشد تا امکان حرکت یک انسان درون آن فراهم شود. مهم‌ترین کاربرد منهولها را می‌توان ایجاد ایستگاه‌های دسترسی به نقاط مختلف شبکه‌های جمع‌آوری و انتقال فاضلاب دانست که امکان بازرسی خطوط، تهویه طبیعی و نیز تعمیر و نگهداری خطوط فاضلاب رو را فراهم می‌آورد.
1. کاربردهای منهول پلی اتیلن (Pe manhole)
2. مقایسه منهول
3. انواع منهول پلی اتیلن
4. منهول‌های پیش ساخته
5. مزایای منهول پلی اتیلن
6. گالری تصاویر منهول پلی اتیلن

تقسیم‌بندی منهول‌ها را باید با توجه به محل کاربرد آن به دو دسته خلاصه نمود.
منهول‌های با قطر کم مورد استفاده در خطوط فرعی شبکه به دلائل زیر
1. قطر لوله‌ها کم است
2. دبی جریان کم است
3. تعداد لوله‌های وارده ممکن است زیاد باشد.

منهول‌های با قطرهای بالا مورد استفاده در خطوط اصلی شبکه به دلائل زیر
1. در خطوط اصلی و خطوط انتقال
2. قطر لوله‌ها زیاد است
3. دبی جریان بالا است
4. -تعداد لوله‌های وارده محدود یا یکی است.

با توجه به نوع کاربرد می‌توان این منهول را از نظر مواد اولیه ساخت به شکل زیر خلاصه نمود:
1. منهول‌های بتنی پیش ساخته (منهول سنتی)
2. منهول‌های بتنی ساخت درجا (منهول سنتی)
3. منهول آجری به همراه ملات
4. منهول‌های GRP
5. منهول‌های پلی اتیلنی(Polyethylene Manhole)
6. منهول های بتن پلیمری پیش ساخته

## منهول‌های سنتی
این منهول‌ها با مصالح سنتی مانند آجر، سیمان و بتن ساخته می‌شوند که در گذشته بسیار مورد استفاده بوده است و کاربردهای فراوانی داشته است، که البته هنوز هم در برخی از مناطق و کاربری‌های خاص به عنوان تنها و آخرین راهکار مورد استفاده قرار می‌گیرد، مثلاً در کانال‌های انتقال خط تلفن که در زیر زمین قرار گرفته است منهول‌های بتنی بسیار کاربرد دارند. در حال حاضر در ساخت شبکه جمع‌آوری فاضلاب تهران، عمدتاً از منهول‌های بتنی و آجری استفاده می‌شود.

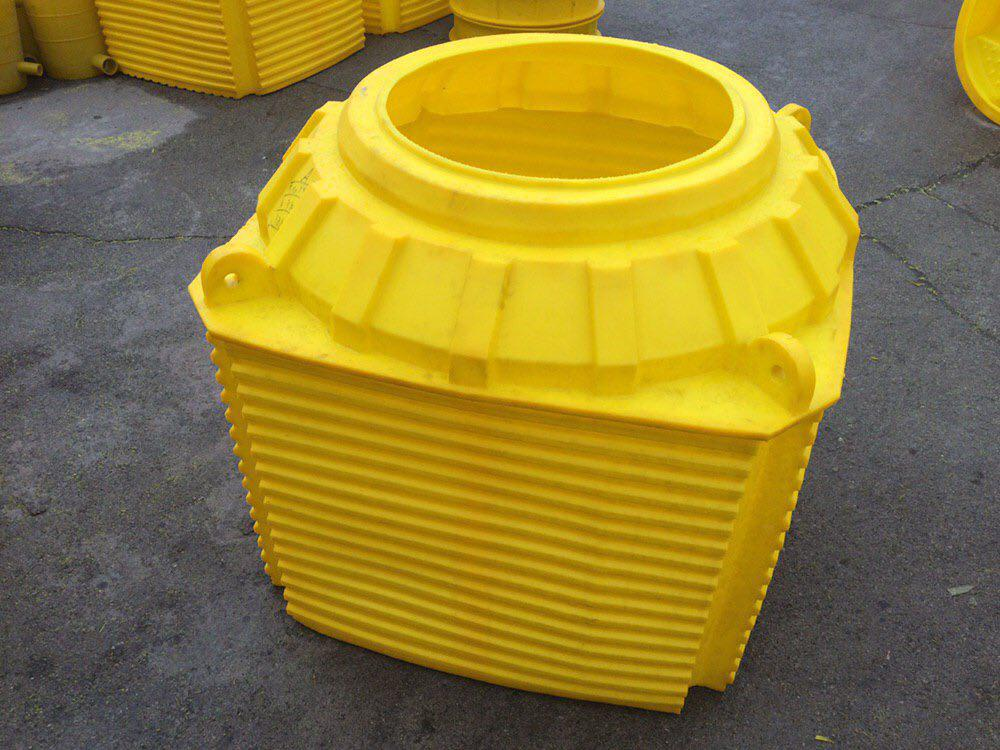

منهول پیش ساخته پلی اتیلن برای استفاده در سیستم‌های فاضلاب صنعتی و فاضلاب خانگی مورد استفاده قرار می‌گیرد. با توجه به استفاده روزافزون از محصولات پلیمری در صنایع مختلف جهان، این محصول می‌تواند جایگزین مناسبی برای منهول‌های بتنی یا سایر منهول‌های ساخته شده با مصالح بنائی باشد.

## منهول‌های پیش ساخته پلی اتیلن
منهول پیش ساخته پلی اتیلن برای استفاده در سیستم‌های فاضلاب صنعتی و فاضلاب خانگی مورد استفاده قرار می‌گیرد. با توجه به استفاده روزافزون از محصولات پلیمری در صنایع مختلف جهان، این محصول می‌تواند، جایگزین مناسبی برای منهول‌های بتنی یا سایر منهول‌های ساخته شده با مصالح بنائی می‌باشد.
1. هزینه بسیار پائین در ساخت و راه‌اندازی منهول‌های پلی اتیلن نوین تکنیک نسبت به منهول‌های بتنی
2. زمان بسیار کمتر در اجرای منهول پلی اتیلن نوین تکنیک نسبت به منهول‌های بتنی
3. مقاومت در برابر لیستی از مواد شیمیایی مختلف از خواص منحصربفرد منهول‌های پلی اتیلن نوین تکنیک نسبت به منهول‌های بتنی می‌باشد.
4. منهول پلی اتیلن به ماشین آلات سنگین برای اجرا ندارد.
5. منهول پلی اتیلن می‌تواند در محیط‌های شیمیائی یا بسیار مرطوب براحتی دوام بیاورد.
6. منهول پلی اتیلن نیازی به تعمیر ندارد و در صورت نیاز به تغییرات در سایز براحتی و به آسانی انجام می‌شود.
7. منهول پلی اتیلن براحتی در خطوط انتقال فاضلاب قابل نصب می‌باشد و هزینه‌های اجرائی پروژه‌های بزرگ را به‌طور چشمگیری کاهش می‌دهد.

## منهول‌های پیش ساخته بتن پلیمری (آدم رو)
منهول های پیش ساخته سگمنتی بتن پلیمری بر اساس استاندارد BS-EN14636-2 ساخته می شوند. منهول یکی از بخشهای اصلی شبکه های جمع آوری و خطوط انتقال فاضلاب بوده که تا کنون استفاده از آنها چه بصورت درجا (مانند بتنی و آجری) و چه به صورت پیش ساخته (پلاستیکی و کامپوزیتی) همواره باعث مشکلات فنی متعدد در شبکه فاضلاب شده اند. با توجه به ویژگی های منحصربه فرد منهول‌های پیش ساخته بتن پلیمری، استفاده از آنها  به عنوان بهترین انتخاب به صورت روز افزونی در دنیا در حال گسترش است.مشخصات و مزایای منهول بتن پلیمری عبارتند از:
1. مقاومت بالا در برابر خوردگی در محیط فاضلابی بدون نیاز به پوشش
2. عمر بالا (برای بتن پلیمر در تست های آزمایشگاهی تا 100 سال عمر مفید پیش بینی شده است)
3. عدم نفوذ آب های زیر زمینی به داخل و عدم تراوش فاضلاب به خارج از منهول
4. سطح صاف و صیقلی و ساختار صاف و غیر متخلخل و بدون جذب و دفع
5. قابل استفاده برای انواع اتصال لوله ها با اقطار مختلف
6. ساخت قطعات بصورت مجزا، سازگار با هر نوع تنظیمات مورد نیاز
7. ایمنی بسیار بالا در برابر شناوری
8. مقاوم در برابر بارگذاریهای عمودی
9. قابل استفاده در بار ترافیکی بالا
10. عدم نیاز به تعمیرات و نگهداری
11. مقاوم در برابر آتش
12. قابلیت نصب و راه اندازی آسان و سریع در هر شبکه و با هر جنس لوله
13. بدون نیاز به درزگیر، پوشش، حفاظت کاتدیک و یا هر نوع محافظت در برابر خوردگی دیگر

## تفاوت منهول‌های پلی اتیلنی با منهول‌های سنتی (بتنی)
منهول‌های پلی اتیلنی دارای مزایای قابل توجهی نسبت به منهول‌های سنتی هستند که از آن جمله می‌توان به موارد ذیل اشاره نمود:
1. صرفه جویی هزینه‌های اجرا منهول‌های پلی اتیلنی در مقایسه با منهول‌های بتنی.
2. صرفه جویی در زمان و سهولت جاگذاری و نصب.
3. منهول‌های پلی اتیلن مقاوم در برابر حلال‌ها و گازهای شیمیایی می‌باشند
4. منهول‌های پلی اتیلن نیاز به ماشین آلات سنگین در موقع اجرا ندارد
5. منهول‌های پلی اتیلن دارای عمر طولانی بهره‌برداری، مخصوصاً در مناطق مرطوب می‌باشند
6. سهولت در امر نگهداری با توجه به سطوح صاف و منظم در بدنه منهول‌های پلی اتیلن.
7. آب‌بندی کامل شبکه و جلوگیری از ورود فاضلاب به آب‌های زیر زمینی و بالعکس به جهت آب‌بندی کامل منهول‌های پلی اتیلنی
8. امکان افزایش طول منهول پلی اتیلن حتی پس از اتمام پروژه.

و نیز:
1. با توجه به زلزله خیز بودن ایران این نوع منهول پلی اتیلنی به علت انعطاف‌پذیر بودن با حرکت‌های کوچک زمین سازگار است و در نتیجه در اثر حرکتهای کوچک ترک نخورده و درزدار نمی‌شود در حالیکه منهول بتنی ترد و شکننده و در مقابل حرکات زمین غیر مقاوم می‌باشند.
2. در منهول پلی اتیلنی ترانشه به آسانی در یک روز باز و بسته می‌شود و این به معنای جلوگیری از اتلاف وقت و کاهش زیاد در صرف هزینه است در حالیکه برای نصب منهول بتنی زمان و تجهیزات زیادی اعم از نیروهای انسانی و دستگاه‌های پر هزینه نیاز است که این به معنای اتلاف وقت و انرژی و هزینه فراوان است.
3. منهول پلی اتیلنی سبک است و نصب و حمل و نقل آن به راحتی صورت می‌گیرد در ضمن از تجهیزات کمتری برای قرار دادن منهول در موقعیت مناسب استفاده می‌شود در حالیکه منهول‌های بتنی سنگین هستند و نصبی دشوار دارند که این نصب مستلزم تجهیزات پر هزینه و پر دردسر است.
4. سطوح کاملاً صاف منهول پلی اتیلنی مانع چسبیدن مواد به دیواره‌ها می‌شوند. این منهول در مقابل کثافات خشن ناشی از تخلیه‌های خانگی و تخلیه‌های صنعتی و… مقاوم است در حالیکه سطح منهول بتنی خش دار می‌شود بنابراین زباله‌های خانگی و صنعتی و… به دیواره‌ها می‌چسبند.

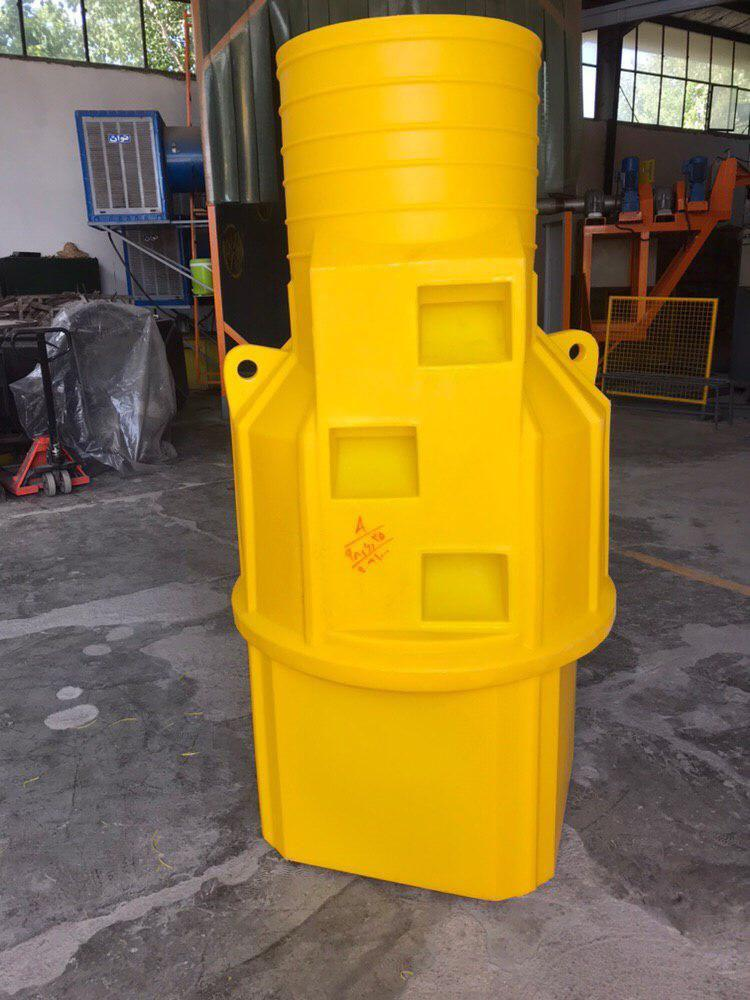
منهول‌های پلی اتیلن یکپارچه

1. اندازه استاندارد این منهول موجود می‌باشد بنابراین مصرف‌کننده می‌تواند طبق نیاز و بنا بر میزان تخلیه، خروجی را به راحتی تنظیم کند درحالی‌که منهول بتنی بعد از ساخته شدن تغییر اندازه در ورودی‌ها و خروجی‌ها دشوار یا با صرف هزینه و دقت بسیار انجام پذیر است.
2. درون منهول پلی اتیلن، صیقلی و با رنگهای روشن است بنابراین با کمترین نور داخل آن قابل رویت است و نیازی به شرایط سخت برای روشنایی نیست در حالیکه داخل منهول بتنی خشن و بعد از مدتی تیره و لجن گیر می‌شود بنابراین داخل شدن به آن و ایجاد شرایط مناسب دشوار است.
3. در منهول پلی اتیلنی طراحی نردبانها توسط استاندارد OSHA(اداره ایمنی و بهداشت شغلی آمریکا) صورت می‌گیرد که طبق این طراحی نردبان بر ای سال‌ها بدون عیب کار می‌کند و سالم می‌ماند در حالیکه در منهول بتنی نردبانهای فلزی سطحی سخت دارند که صورت برخورد نفر احتمال آسیب رساندن به وی را دارند.
4. مواد چسبنده اسیدی (leachate)در سیستم دفن زباله واکنشی با منهول پلی اتیلنی نمی‌دهند در حالیکه در منهول بتنی مواد دارای خاصیت اسیدی به فلزات و بتن حمله کرده و آن‌ها را تخریب می‌کند.
5. HDPE (پلی اتیلن با دانسیته بالا) در بیشتر اسیدها و بازهای رقیق بی‌اثر است. در واقع یک بازهٔ گسترده از مقاومت شیمیایی با اسیدها و بازها و بسیاری از ترکیبات آلی نشان می‌دهد. با توجه به این که برخورد با این گون مواد در منهول امری اجتناب ناپذیر است این مورد از ویژگی‌های عالی منهول پلی اتیلن است؛ مثلاً در فاضلاب‌ها با اسید سولفوریک و سولفید هیدروژن واکنش شیمیایی نمی‌دهد و leak-free (بدون نشتی) باقی می‌ماند در حالیکه منهول بتنی در برابر اسیدها و بازها مقاومت شیمیایی زیادی ندارند و پس از مدتی خورده می‌شوند؛ مثلاً در فاضلابها سولفید هیدروژن به اسید سولفوریک تبدیل می‌شود که منجر به ترک بتن و ایجاد ترک می‌شود.
6. این سیستم در پلی اتیلن به معنای آلودگی کم محیط و هزینه کمتر (به دلیل به کار نگرفتن نیروی انسانی و ماشین آلات و تأسیسات شیمیایی که همگی پر هزینه و وقت گیر است) می‌باشد که از نظر کمک به حفظ محیط زیست نسبت به منهول‌های بتنی ارجحیت دارد.

۱۱. پلی اتیلن ۱۰۰٪ قابلیت بازیافت دارد و در صورت استهلاک می‌توان آن را بازیافت کرد.
۱۲. هنگامی که تحت فشار قرار بگیرند، منهول‌های پلی اتیلن برخلاف منهول‌های بتنی، به جای شکستن، خم می‌شوند و انعطاف‌پذیرند.
کاربردهای منهول پلی اتیلنی
1. از منهول پلی اتیلنی می‌توان در مناطق شهری و زیر پیاده‌روها استفاده کرد. استفاده از این منهول‌ها برای سیستم گرانشی و فشار زیر زمینی بسیار مناسب است.
2. برای نصب منهول در مکان‌های سخت و زمین‌های سفت استفاده از این منهول پیشنهاد می‌شود.
3. برای تعمیر، بازرسی یا تخلیه لوله‌های فاضلاب از این منهول استفاده کرد.
4. برای دسترسی به مسیر کانال مخابراتی می‌توان از این منهول استفاده کرد.
5. انتخاب آن دسته از منهول‌هایی که چگالی زیادی دارند، برای استفاده و کاربردهای دریایی مناسب می‌باشد.

پر استفاده‌ترین نوع منهول، منهول‌های پلی اتیلنی هستندکه در کاربردهایی نظیر موارد زیر استفاده می‌شوند
1. جمع‌آوری و انتقال آبهای سطحی از مناطق آلوده
2. استفاده در واحدهای شیمیایی
3. تعمیر و بازسازی منهولهای فرسوده
4. محافظت کننده شیرآلات
5. دسترسی آسان به مسیر کابل‌های زیر زمین در سیستم‌های مخابراتی

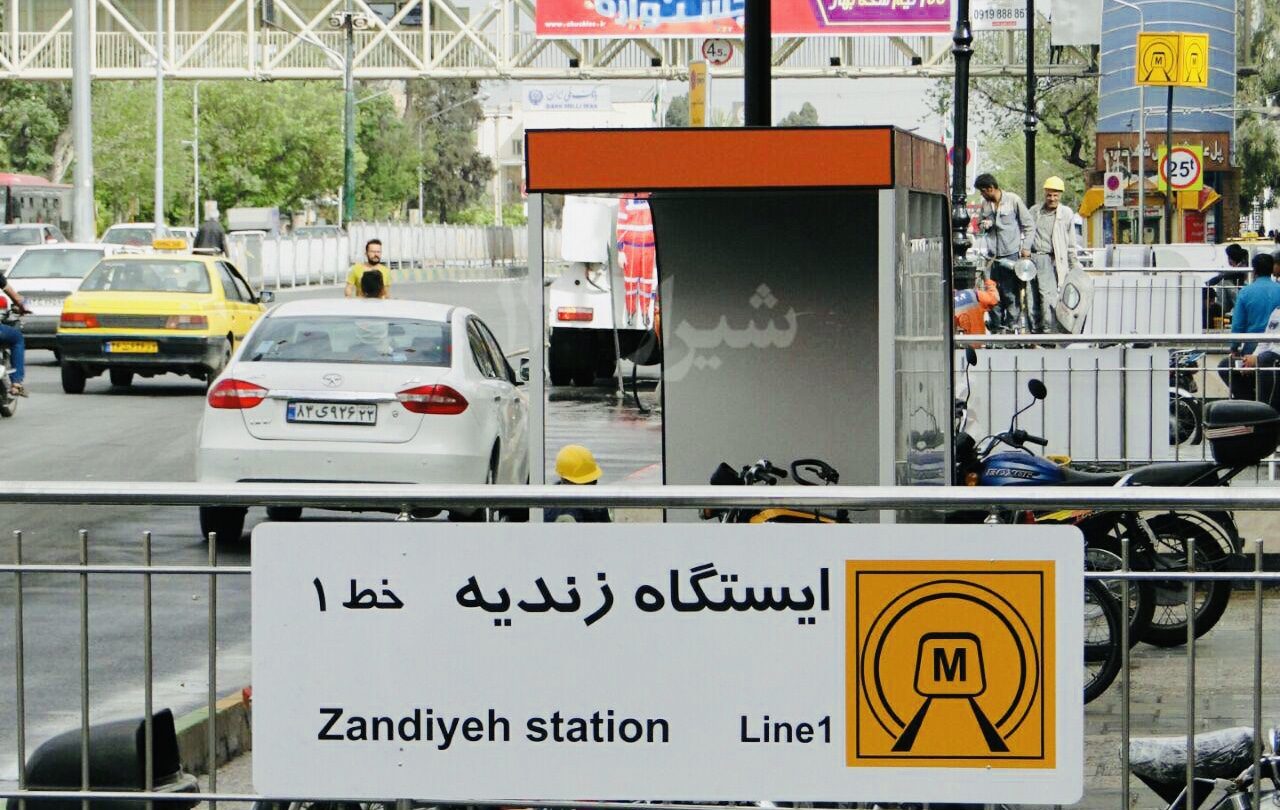
منهول‌های پلی اتیلن مورد استفاده در معابر شهری

## استانداردهای لازم برای انتخاب منهول فاضلاب
1. منهول فاضلاب باید در عین سبک بودن، مقاومت فیزیکی بسیار بالایی را داشته باشد.
2. لایه داخلی منهول باید روشن و صیقلی باشد.
3. جنس منهول باید مقاومت بسیار زیادی را در برابر اسید و بازداشته باشد تا در هنگام مواجهه شدن با این موارد دچار خوردگی نشود.
4. خاصیت نفوذ ناپذیری منهول فاضلاب باید به حداقل میزان باشد.
5. جنس منهول باید به صورتی باشد که از واردشدن فاضلاب به داخل آب‌های زیرزمینی جلوگیری کند.
6. دریچه فاضلاب باید به صورتی باشد که در برابر زلزله و مواردی نظیر این موارد مقاومت بالایی داشته باشند.
7. استاندارد ملی ایران به شماره ۱۴۱۴۸

## روش نصب منهول‌های پلی اتیلنی
از نظر تحمل بارهای وارده به منهول‌ها مانند بارهای شعاعی و محوری (Downdrag) و نیز بارهای ترافیکی، تفاوتهایی بین منهولهای بتنی و پلی اتیلنی وجود دارد و اساساً سازهٔ پلی اتیلنی به تنهایی نمی‌تواند بارهای سنگین بیش از حد طراحی خود را تحمل نماید، لذا ترکیبی از این دو سازه در اجرای منهول‌های پلی اتیلنی بکار می‌رود…
بر اساس استاندارد به جای بتن از خاک Class І که حدود ۳۰ سانتی‌متر در گرداگرد منهول قرار می‌گیرد و حداقل ۹۵٪ کوبیده (Compact) می‌گردد نیز می‌توان استفاده نمود ولی در عمل بهتر است برای منهول‌های کوتاه‌تر و مکان هائی که بارهای ترافیکی سنگین وجود ندارد اینکار را انجام داد. اما در هر دو صورت حتماً می‌بایستی از یک دال بتنی مسلح که حدود ۲۰ سانتی‌متر ضخامت داشته باشد استفاده نمود که قطعاً دریچه منهول نیز بر روی این دال قرار می‌گیرد. در صورتی‌که جهت پرکردن اطراف منهول‌های پلی اتیلنی بخواهیم از بتن استفاده کنیم بایستی گود برداری را زیاد باز ننماییم و حدود ۱۵ سانتی‌متر در اطراف منهول را با بتن حدود ۲۰۰ بدون نیاز به میلگرد پر نمائیم. این دیواره بتنی به همراه دیوارهٔ پلی اتیلنی منهول با هم توانایی تحمل بارهای وارده خصوصاً بارهای ترافیکی را خواهند داشت.
نصب منهول و قرار دادن منهول در محل گودال از مهم‌ترین و ساده‌ترین بخشهای اجرای منهول فاضلاب می‌باشد و به دلیل خواص منهول پلی اتیلن این کار بسیار ساده می‌باشد ولی باید دقت کافی داشت که منهول در جای مناسب قرار گیرد. روش اجرای منهول فاضلاب با دیگر انواع منهول تفاوتی ندارد ولی به دلیل اینکه بیشترین کاربرد منهول‌ها در خطوط و شبکه فاضلاب و جمع‌آوری آبهای سطحی می‌باشد بیشتر با عنوان روش اجرای منهول فاضلاب نام برده می‌شود و نصب منهول پلی اتیلن در تمامی کاربردها یکسان می‌باشد.

## نگارخانه

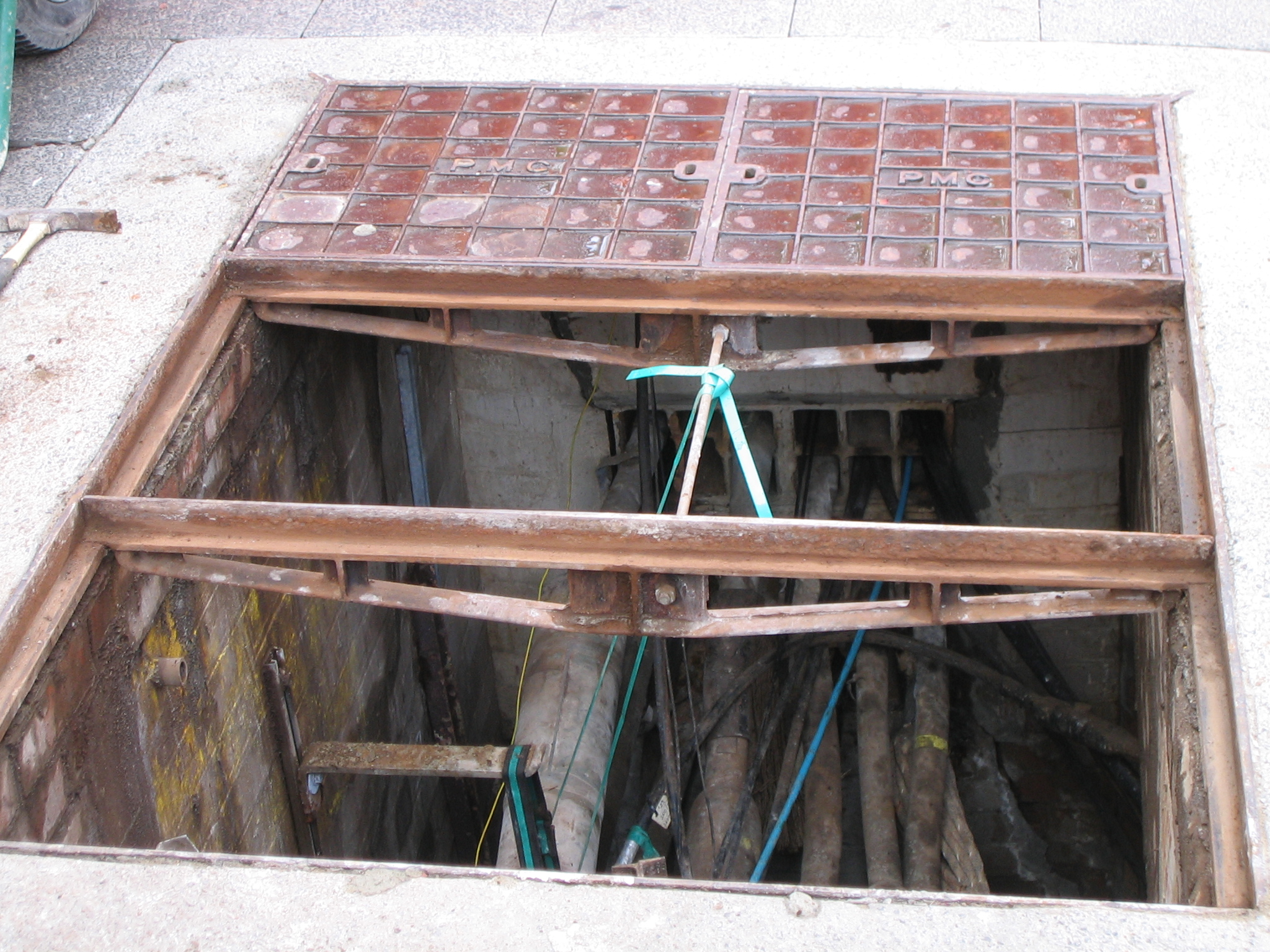
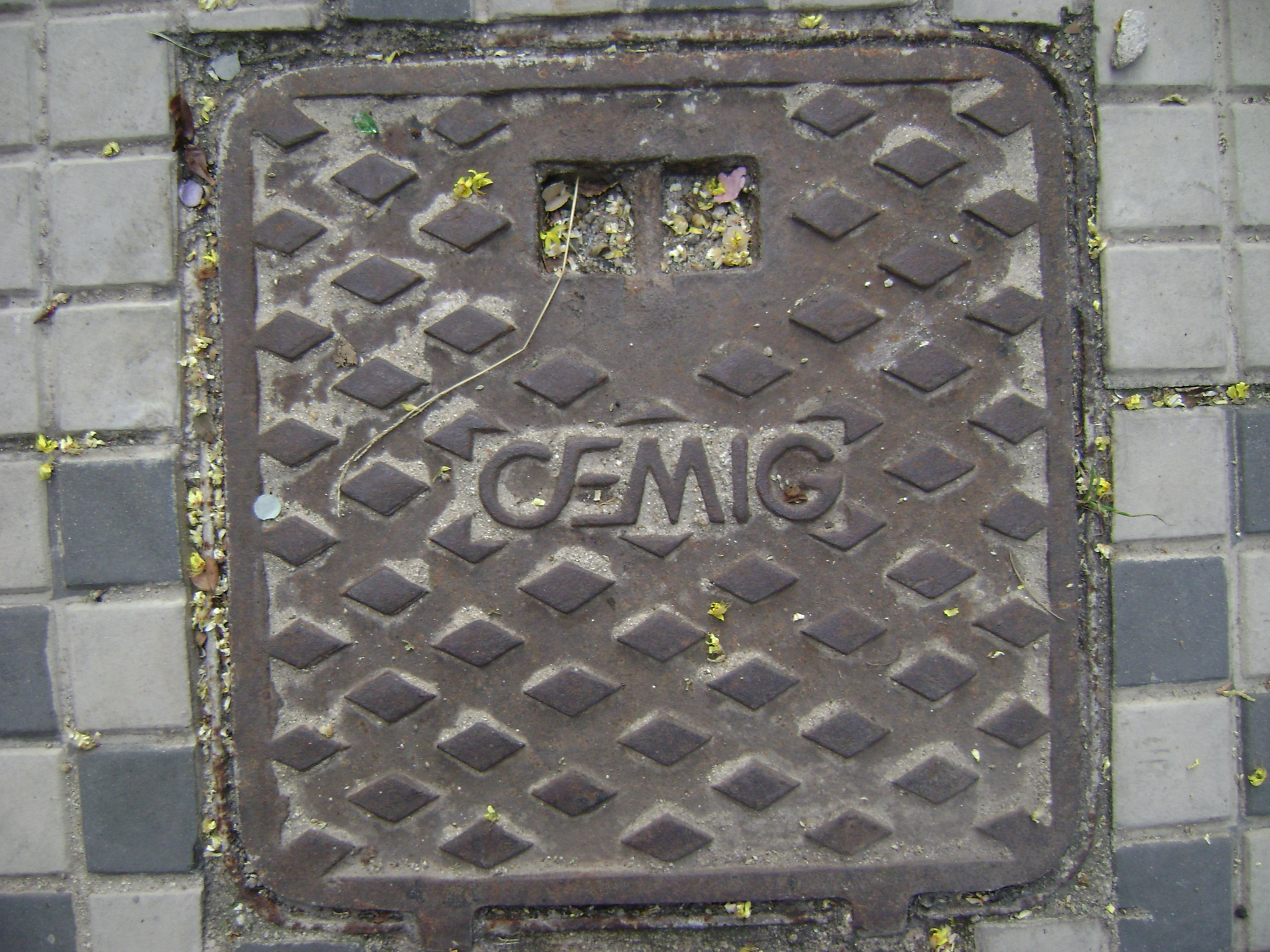
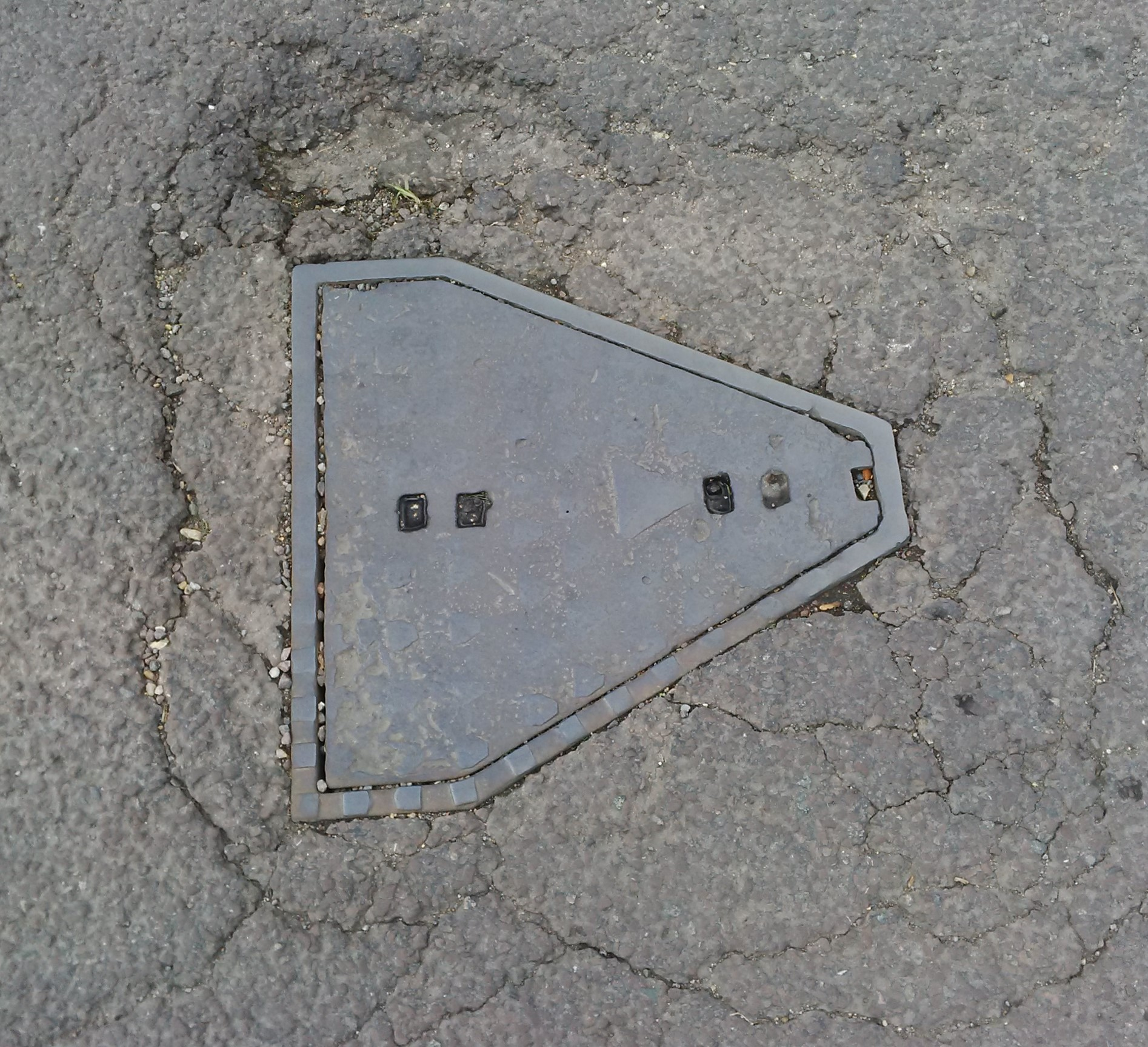
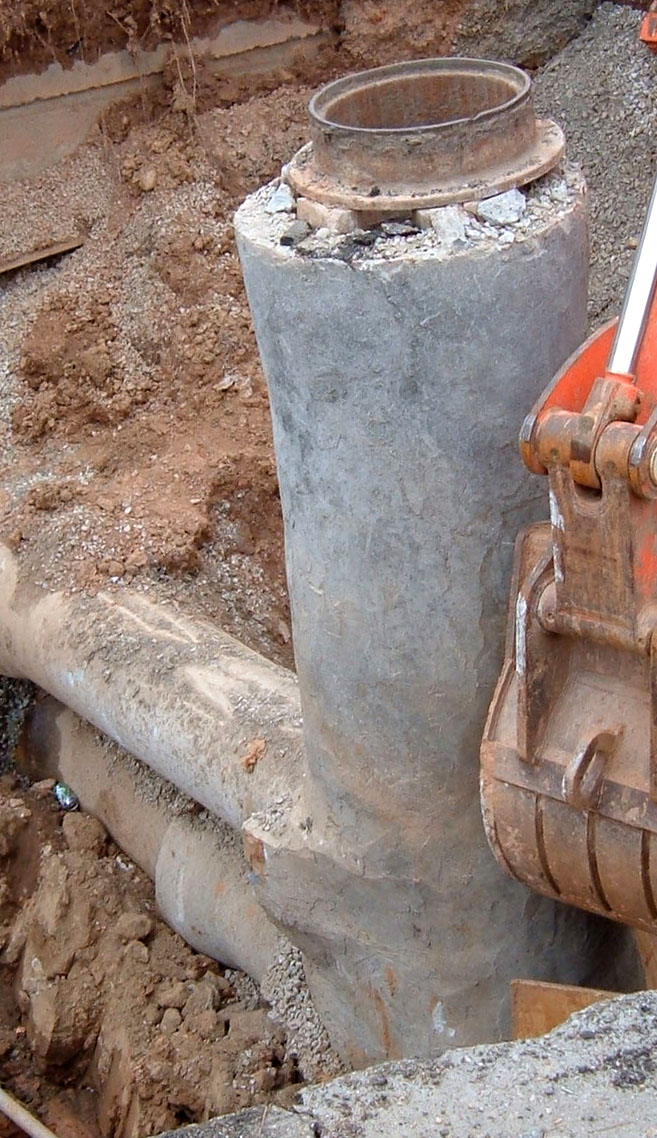
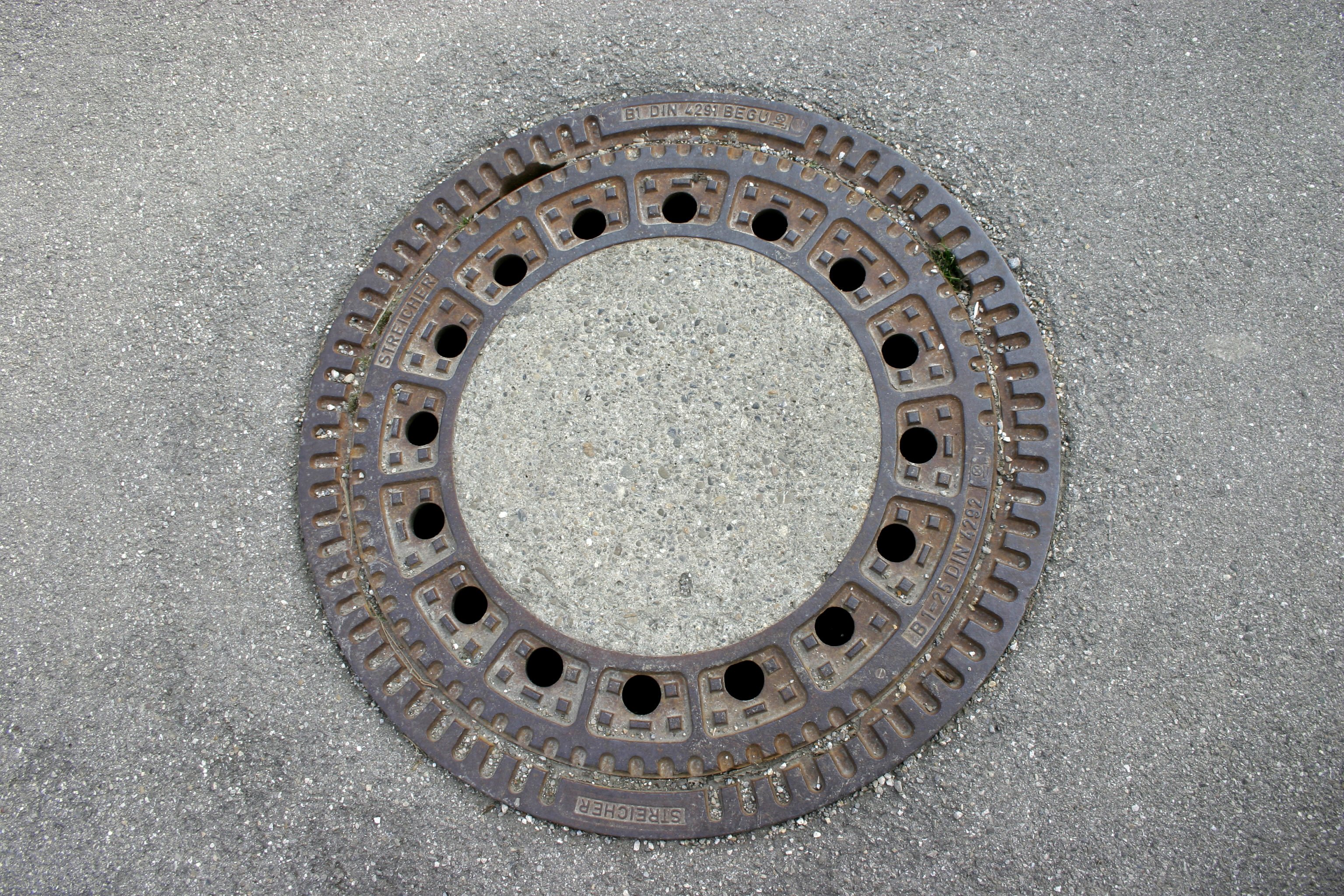
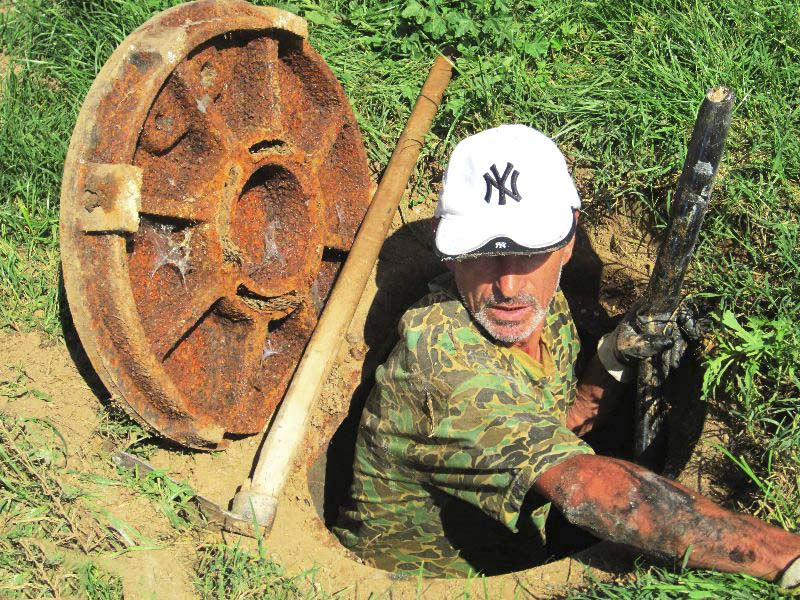
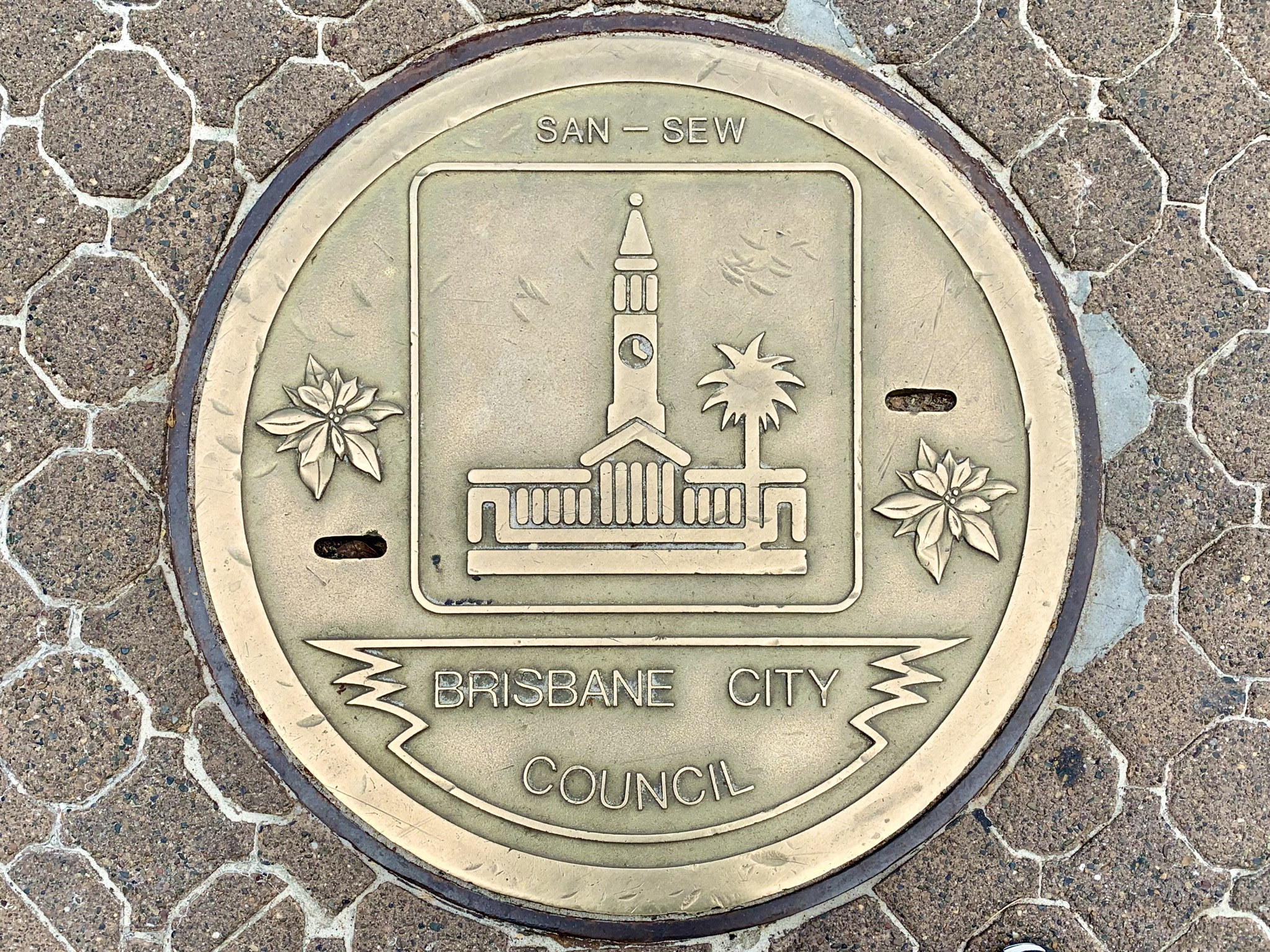
دریچه منهول